# コペンハーゲン条約 (1660年)
コペンハーゲン条約（コペンハーゲンじょうやく、英語: Treaty of Copenhagen）は1660年5月27日に締結され、デンマーク＝ノルウェーとポーランド＝リトアニア共和国の同盟とスウェーデンの間の北方戦争を終結させた条約。この条約はロスキレ条約の追加条約ともいえるものであり、デンマーク・スウェーデン・ノルウェー間の国境を決定した。この国境は現代でもほとんど同じである。

## 背景
スウェーデン王カール10世はトロンデラーグ地方とボーンホルム島をデンマーク＝ノルウェーに返還する見返りとして、アーケシュフース県以外を受け入れるつもりはなかった。一方、デンマーク＝ノルウェー王フレデリク3世はロスキレ条約の履行を拒否、1645年のブレムセブルー条約の状態に回復しようとした。2人とも全く譲歩せず、フランス王国とイングランド共和国がスウェーデン側で、ネーデルラント連邦共和国がデンマーク側で仲介に入った。
フレデリク3世はスウェーデンがスコーネを領有することでコペンハーゲンは常に脅威にさらされると主張、スコーネを奪回するためのデンマーク・オランダ同盟を提案した。彼はブランデンブルク選帝侯領とオーストリアの支持を得たが、オランダには別の考えがあった。その考えとは、エーレスンド海峡の西岸と東岸が同じ国に支配されると、エーレスンド海峡通行税が引き上げられる可能性があり、バルト海との貿易を阻害する、というものであり、イングランドも同意見だった。そのため、オランダとイングランドはエーレスンド海峡の西岸と東岸が同じ国に支配されることを阻止すると合意した。さらに、フランスのジュール・マザラン枢機卿はもしオランダがデンマークに肩入れしてスウェーデンと対抗した場合、フランスがオランダに侵攻すると脅した。
カール10世が1660年2月に死去したことがわかると、フレデリク3世は即座にロスキレ条約を破棄してそれを無効とした。これはスウェーデンの外交官を警戒させたが、英仏はスウェーデンがトロンデラーグを放棄する以外ロスキレ条約を履行している限り、英仏はその条件で条約を締結することを保障するとした。デンマークはブランデンブルク、オーストリア、ポーランド支持を得てスコーネ返還を堅持したが、今度はオランダが支持しなかった。1660年3月8日、ミヒール・デ・ロイテル率いるオランダ艦隊がスウェーデン艦隊を封鎖していたランズクルーナ港から出港するよう命じられた。フレデリク3世は譲歩し、本腰を入れての交渉は3月24日に開始した。

## 交渉
最も争われた点はボーンホルム島の支配であった。ボーンホルムの住民はスウェーデンの占領軍に対し蜂起して指揮官のヨハン・プリンツェンスケルドを殺害しており、もしボーンホルムがスウェーデン領に残った場合は報復が予想される。フレデリク3世はボーンホルム住民を保護することを誓っており、彼はスウェーデンと交渉諸国の脅しをものともせず、ボーンホルムの返還を要求した。その後、ボーンホルム返還の補償としてスコーネにおけるデンマーク貴族領のいくつかをスウェーデン王領に割譲するとの提案がなされた。
しかし、この時点では仲介国の代表がデンマーク・スウェーデン両国を傍目に陰謀をめぐらすようになり、交渉が脱線しはじめた。デンマークのハンニバル・セヘステッドは激怒、デンマークとスウェーデンの間で直接交渉すべきと主張した。スウェーデンはこの主張を受け入れ、数日で条約の内容を合意した。

## 内容

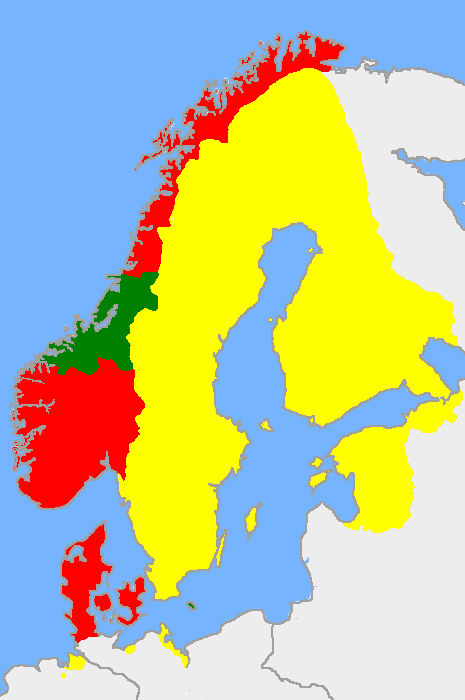
赤はデンマーク＝ノルウェーを、黄色はスウェーデンを示す。緑の部分はコペンハーゲン条約でスウェーデンからデンマーク＝ノルウェーに返還されたトロンデラーグ地方とボーンホルム島。

5月27日、条約はコペンハーゲンとスウェーデンの要塞化された軍営のあるカールスタードの間にあるテントで締結された。4日後、シェラン島にいた残り3千人のスウェーデン軍はようやくコペンハーゲン付近から撤退し始めた。
条約の内容は下記の通り。
- スウェーデンはエーレスンド海峡以東を維持する。これにはヴェン島、スコーネ地方、ハッランド地方、ブレーキンゲ地方、ブーヒュースレーン地方が含まれる。
- スウェーデンはエーレスンド海峡通行税を免除される。
- トロンデラーグ地方（ノルドモレ（英語版）とロムスダル（英語版）含む）はノルウェーに、ボーンホルム島はデンマークに返還される。
- スウェーデンは占領したデンマークとノルウェーの要塞のうち割譲される箇所を除いて、条約の批准書が交換された翌日に退去する。
- スウェーデン王はボーンホルム島をデンマークに返還する補償として、スコーネにおけるいくつかの貴族領を得る。デンマーク王はデンマーク国内の領地でこれらの貴族に補償する。
- デンマークはスケーヒン（英語版）とファルステルボー（英語版）の間のビーコンの維持費としてスウェーデンに毎年3,500スウェーデン・リクスダラー（英語版）を支払う。
- 戦争捕虜は全て解放される。
- これまでのデンマーク・スウェーデン間の条約は再確認される。